# Lepidocephalichthys
Lepidocephalichthys é um género de peixe actinopterígeo da família Cobitidae.
Este género contém as seguintes espécies:
- Lepidocephalichthys alkaia Havird & Page, 2010
- Lepidocephalichthys annandalei B. L. Chaudhuri, 1912
- Lepidocephalichthys arunachalensis (A. K. Datta & Barman, 1984)
- Lepidocephalichthys barbatuloides (Bleeker, 1851)
- Lepidocephalichthys berdmorei (Blyth, 1860)
- Lepidocephalichthys coromandelensis (Menon, 1992)
- Lepidocephalichthys furcatus (de Beaufort, 1933)
- Lepidocephalichthys goalparensis Pillai & Yazdani, 1976
- Lepidocephalichthys guntea (F. Hamilton, 1822)
- Lepidocephalichthys hasselti (Valenciennes, 1846)
- Lepidocephalichthys irrorata Hora, 1921
- Lepidocephalichthys jonklaasi (Deraniyagala, 1956)
- Lepidocephalichthys kranos Havird & Page, 2010
- Lepidocephalichthys lorentzi (M. C. W. Weber & de Beaufort, 1916)
- Lepidocephalichthys micropogon (Blyth, 1860)
- Lepidocephalichthys thermalis (Valenciennes, 1846)
- Lepidocephalichthys tomaculum Kottelat & K. K. P. Lim, 1992
- Lepidocephalichthys zeppelini Havird & Tangjitjaroen, 2010